# Krzyż Zasługi Cywilnej
Krzyż Zasługi Cywilnej (niem. Zivil-Verdienstkreuz) – austriackie i austro-węgierskie odznaczenie za zasługi cywilne.

## Historia
Odznaczenie ustanowił 16 lutego 1850 cesarz Franciszek Józef I „celem nagrodzenia oddanej i czynnie sprawdzonej zawisłości cesarzowi i ojczyźnie, wieloletniej, uznanej za pożyteczną przydatności w służbie publicznej lub innych uzyskanych zasług o dobro powszechne”.
W kolejności starszeństwa austriackich odznaczeń Krzyż Zasługi Cywilnej znajdował się za Medalem Waleczności, a przed Orderem Krzyża Gwiaździstego.
Na awersie odznaczenia widnieją inicjały FJ (Franciszek Józef) oraz łacińskie motto Viribus Unitis (pol. Wspólnymi siłami).

## Podział
Odznaczenie zostało podzielone na cztery stopnie (złoty i srebrny, każdorazowo z koroną lub bez):
- Złoty Krzyż Zasługi Cywilnej z Koroną,
- Złoty Krzyż Zasługi Cywilnej,
- Srebrny Krzyż Zasługi Cywilnej z Koroną,
- Srebrny Krzyż Zasługi Cywilnej.

Podczas I wojny światowej był nadawany także Krzyż Zasługi Cywilnej z Koroną i z mieczami.
Ponadto, podczas wojny, 1 kwietnia 1916 Karol I Habsburg ustanowił dodatkowo Krzyż Żelazny Zasługi (Eisernes Verdienstkreuz), będącą oddzielnym odznaczeniem, który podzielony został na dwa stopnie:
- Krzyż Żelazny Zasługi z Koroną,
- Krzyż Żelazny Zasługi[3].

## Wstążki i baretki
Krzyże nadawano podczas pokoju na wstążce czerwonej, a podczas wojny na wstążce Medalu Waleczności tj. białej, z dwoma czerwonymi paskami wzdłuż krawędzi, połączonymi czerwonymi prążkami.

## Odznaczeni
Po zawarciu pokoju brzeskiego (9 lutego 1918) Krzyże Zasługi Cywilnej odesłały do kancelarii cesarskiej w Wiedniu odznaczone wcześniej Polki: Helena Brejter, Jadwiga Zgórska, Zofia Strzałkowska.